# ELOVL4
ELOVL4 (англ. ELOVL fatty acid elongase 4) – білок, який кодується однойменним геном, розташованим у людей на короткому плечі 6-ї хромосоми. Довжина поліпептидного ланцюга білка становить 314 амінокислот, а молекулярна маса — 36 829.
| 10         |  | 20         |  | 30         |  | 40         |  | 50         |
| ---------- |  | ---------- |  | ---------- |  | ---------- |  | ---------- |
| MGLLDSEPGS |  | VLNVVSTALN |  | DTVEFYRWTW |  | SIADKRVENW |  | PLMQSPWPTL |
| SISTLYLLFV |  | WLGPKWMKDR |  | EPFQMRLVLI |  | IYNFGMVLLN |  | LFIFRELFMG |
| SYNAGYSYIC |  | QSVDYSNNVH |  | EVRIAAALWW |  | YFVSKGVEYL |  | DTVFFILRKK |
| NNQVSFLHVY |  | HHCTMFTLWW |  | IGIKWVAGGQ |  | AFFGAQLNSF |  | IHVIMYSYYG |
| LTAFGPWIQK |  | YLWWKRYLTM |  | LQLIQFHVTI |  | GHTALSLYTD |  | CPFPKWMHWA |
| LIAYAISFIF |  | LFLNFYIRTY |  | KEPKKPKAGK |  | TAMNGISANG |  | VSKSEKQLMI |
| ENGKKQKNGK |  | AKGD       |  |            |  |            |  |            |

A: Аланін

C: Цистеїн

D: Аспарагінова кислота

E: Глутамінова кислота

F: Фенілаланін

G: Гліцин

H: Гістидин

I: Ізолейцин

K: Лізин

L: Лейцин

M: Метіонін

N: Аспарагін

P: Пролін

Q: Глутамін

R: Аргінін

S: Серин

T: Треонін

V: Валін

W: Триптофан

Кодований геном білок за функцією належить до трансфераз. 
Задіяний у таких біологічних процесах, як метаболізм жирних кислот, метаболізм ліпідів, біосинтез жирних кислот, біосинтез ліпідів. 
Локалізований у мембрані, ендоплазматичному ретикулумі.